# Sociedade Neerlandesa pela Reforma Sexual
A Sociedade Neerlandesa pela Reforma Sexual, conhecida também pelo acrônimo NVSH (em neerlandês: Nederlandse Vereniging voor Seksuele Hervorming), é uma organização neerlandesa, fundada em 1946, que defende uma mudança na percepção da sexualidade na sociedade. Entre seus membros mais proeminentes houve personalidades com o psicólogo Frits Bernard, o senador e jurista Edward Brongersma e o sociólogo Paul Schnabel.

## Objectivos
A NVSH defende a liberação sexual dos indivíduos e a melhora geral das condições sexuais na sociedade, incluindo:
- Igualdade entre homens e mulheres.
- Disponibilidade de serviços de qualidade para a contracepção e o aborto.
- Informação sobre educação sexual em todos os níveis da educação.
- Formação de professores e pesquisadores de educação sexual no âmbito universitário.
- Pornografia sem restrições.
- Crítica do matrimônio e da família.
- Não-discriminação contra qualquer forma de relação sexual voluntária.
- Preocupação fundamental pelo crescimento da população.

A NVSH defende a aceitação da sexualidade humana em todas as suas formas, como relações pré-matrimoniais, adultério, homossexualidade, masturbação, exibicionismo, sexo oral, sexo anal, zoofilia ou pedofilia.

## História
A NVSH foi fundada em 1946 como sucessora da Liga Neo-Malthusiana Neerlandesa, que em 1881 abriu em Ámsterdam a primeira clínica de controle da natalidade no mundo.
Até a década de 1960, a NVSH dedicou um grande esforço na construção da sua organização, que na sua idade de ouro chegou a ter mais de sessenta clínicas de controle de natalidade nos Países Baixos. Grande parte do trabalho desses anos foi dedicado a melhorar a qualidade e disponibilidade dos anticoncepcionais (preservativo, diafragma e gel espermicida).
Durante a década de 1960, a NVSH foi a única fonte de distribução de preservativos nos Países Baixos.

### Petição de 1979 contra aidade de consentimento
O 22 de junho de 1979, a NVSH, a Liga Coornhert pela Reforma da Legislação Penal, a Confederação Humanitária e o padre A. Klamer enviaram uma petição, juntamente com uma carta de teor similar, ao ministro da justiça neerlandês e, simultaneamente, ao parlamento neerlandês. Ambas as duas exigiam a legalização das relações sexuais consensuais entre crianças e adultos.
Esta petição estava assinada por várias organizações públicas de bem-estar social e saúde mental, entre as quais havia as seguintes:
- Associação Geral de Liberdade Provisória.
- Associação Neerlandesa pela Integração da Homossexualidade (COC).
- Associação Feminista Neerlandesa oficial.
- Por unanimidade, o comitê executivo do Partido do Travalho (o partido com a maior quantidade de membros).
- Por unanimidade, os comitês executivos de quatro partidos políticos mais pequenos que tinham então representação na câmara baixa neerlandesa (Partido Democrático Socialista, Partido Socialista Pacifista, Partido Democrático e Partido Radical).

Como escreveu Jan Schuijer, da NVSH, "aparentemente alarmada pelo sucesso da petição", a seção de psiquiatria infantil e juvenil da Sociedade Neerlandesa de Psiquiatria opôs-se publicamente às solicitudes de legalização, afirmando que isso enfraqueceria a autoridade parental.

## Publicações
A revista da NVSH, Verstandig Ouderschap, depois Sekstant e mais tarde De Nieuwe Sekstant, caracterizada principalmente pela inclusão de um consultório postal sobre temas sexuais desde o qual eram respondidas perguntas dos leitores, serviu como um meio de informação numa época em que os jovens dos Países Baixos não recebiam praticamente qualquer tipo de educação sexual na escola e os adultos dificilmente se atreviam a falar.
Em 2009, a NVSH deixou de imprimir a sua revista e desde então fornece suas informações através do seu site. O site da NSVH atrai atualmente inúmeras visitas (300 000 durante as primeiras semanas de 2007), fato que coloca novamente a NVSH num momento culminante da sua existência.
Entre 1960 e 1970, a NVSH publicou três livros informativos ilustrados sobre sexualidade, que tiveram un efeito de abertura em relação ao sexo e suas práticas:
- 1969 - Varaties (Mogens Toft; John Fowlie)
- 1969 - Variaties bij voorspel en zwangerschap (Mogens Toft; John Fowlie)
- 1970 - Variaties voor de homosexuele man en vrouw (Mogens Toft; John Fowlie)

Entre 2007 e 2010 foram publicados três novos livros sob o impulso da NVSH:
- De kunst van het vrijen (Dik Brummel, 2007)
- Het seksuele systeem (Dik Brummel, 2008)
- A primeira tradução para o neerlandês do livro de Thomas Robert Malthus An essay on the principle of Population, com o título Over bevolking (2009)

Em 1998, o doutor Frans Gieles, da Sociedade Neerlandesa pela Reforma Sexual (NSVH), sugeriu quatro regras éticas básicas a serem consideradas em uma relação adulto-criança.

## Membros famosos
- Annemarie Grewel, membro do Partido do Trabalho (PvdA). Co-presidente da NVSH (1980-1982), juntamente com Jeanne van Velse-Hoogland.
- Kim Holland, atriz porno.
- Jan Knot (administrador da NVSH), membro do parlamento neerlandês pelo PvdA.
- Ed van Thijn, membro do PvdA.

## Membros destacados
- Paul Schnabel, sociólogo. Membro da comissão de pesquisa científica da NVSH (1969-1973). Assessor da comissão de pesquisa científica da NVSH (1962-1972).[11]
- Frits Bernard, psicólogo clínico, especialista em pedofilia, autor de inúmeras obras sobre o tema e pioneiro do ativismo pedófilo nos Países Baixos. No final dos anos sessenta fez parte do Studiegroep Pedofilie [Grupo de Estudo sobre a Pedofilia] da NVSH.
- Edward Brongersma. Jurista e senador do parlamento neerlandês pelo Partido do Trabalho. Fez parte do Studiegroep Pedofilie e foi um dos autores da obra Sex met kinderen (1972),[12] o primeiro estudo exhaustivo de importância sobre a pedofilia.